# ديترويت (فلم)
ديترويت (بالإنجليزية: Detroit) هو فيلم دراما وجريمة تم إنتاجه في الولايات المتحدة وصدر سنة 2017 بطولة ويل بولتر وجون بويغا.

## القصة
غارة كبيرة تشنها الشرطة في (ديترويت) عام 1967، مما يودي بالأمر إلى واحدة من أكبر الانتفاضات الشعبية في تاريخ (الولايات المتحدة الأمريكية)؛ تنتج عنها فوضى عارمة وخسائر فادحة.

## الميزانية والإيرادات
كلف الفيلم من 34 إلى 40 مليون دولار وحقق أرباح تقدر بـ 24.1 مليون دولار.

## وصلات خارجية
- مقالات تستعمل روابط فنية بلا صلة مع ويكي بيانات

ديترويت على IMDb
ديترويت على Rotten Tomatos
ديترويت على AllMovie
ديترويت على Metacritic